# Pierre Charreyron
Pour les articles homonymes, voir Charreyron.
Pierre Charreyron (8 juillet 1788, Bellac - 2 juillet 1843, Bellac), est un homme politique français.

## Biographie
D'une famille de magistrats, il fait son droit, et commence par exercer la profession d'avocat. Après la révolution de juillet 1830, il est nommé (27 août), procureur du roi près le tribunal de Bellac; puis il devient, le 4 janvier 1832, président de ce même tribunal. 
Le 3e collège électoral de la Haute-Vienne l'ayant choisi, le 21 juin 1834, pour son député, il siège dans la majorité conservatrice, vote constamment avec elle, et est décoré de la Légion d'honneur en 1836. Son mandat législatif lui est confirmé le 4 novembre 1837, il continue de voter avec les ministériels, et échoue au renouvellement de 1839.

## Pour approfondir